# لودینگ
لودینگ (به لاتین: Luoding) یک county-level city در جمهوری خلق چین است که در یانفو واقع شده‌است.

## خصوصیات
لودینگ ۹۵۹٬۰۶۷ نفر جمعیت دارد.